# Mieczysław Jastrun
Mieczysław Jastrun (sinh ngày 29 tháng 10 năm 1903 - mất ngày 22 tháng 2 năm 1983) là một nhà thơ và nhà tiểu luận người Ba Lan gốc Do Thái. Ông thường viết thơ về đề tài triết học và đạo đức.

## Tiểu sử
Jastrun được sinh ra trong một gia đình Do Thái. Ông theo học tại một trường công lập ở Ryglice. Trong bối cảnh bùng nổ chiến tranh Ba Lan - Liên Xô, ông đã tạm dừng việc học và tình nguyện gia nhập Quân đội Ba Lan. Tuy nhiên, ông đã không tham gia vào các cuộc giao tranh vì bị sốt phát ban.
Sau năm 1920, Jastrun theo học chuyên ngành tiếng Ba Lan, tiếng Đức và triết học tại Đại học Jagiellonia ở Kraków. Ông lấy bằng tiến sĩ vào năm 1929. Sau đó, ông đã viết nhiều bài thơ về đề tài triết học và đạo đức. Khi chiến tranh thế giới thứ hai bùng nổ, Jastrun chạy tị nạn và làm giáo viên ở Lviv. Sau khi Đức Quốc xã chiếm đóng Lviv năm 1941, ông chuyển đến Warsaw, lấy tên là Jan Klonowicz và làm giáo viên ngầm. Ông may mắn sống sót sau cuộc tàn sát Holocaust. Jastrun qua đời ở Warsaw vào năm 1983.